# Valérie Saubade
Pour le joueur français de rugby à XV, voir Julien Saubade.
Œuvres principales
- Happy Birthday Grand-mère (1999)

Valérie Saubade est une romancière française née en 1966.

## Biographie
Née en 1966, Valérie Saubade complète ses études de journalisme par un cursus à Sciences Po. Journaliste pendant six ans, elle enseigne désormais le français à l'Alliance française, à Bordeaux.

## Romans
- Happy Birthday Grand-mère, Anne Carrière, 1999
- Les Petites Sœurs, Anne Carrière, 2002
- Marche arrière, Anne Carrière, 2009[3]
- Miss Sweety, Anne Carrière, 2011
- Un bref moment d'égarement, Anne Carrière, 2013[4]
- Le Pacte des innocents, Anne Carrière, 2015
- Le Silence de Clara Wright, Anne Carrière, 2018

## Récompenses et distinctions
Valérie reçoit en 1999, le prix Duhamel des lycéens pour Happy Birthday Grand-mère. Le même ouvrage lui vaut en 2000, le prix du Premier roman du festival du livre de Sablet, et en 2002, le Prix Chronos lycéens. 
Ses romans racontent, souvent avec un humour grinçant, des rapports humains, des relations familiales compliquées. 